# Житару (Олт)
Житару (рум. Jitaru) насеље је у Румунији у округу Олт у општини Скорничешти. Oпштина се налази на надморској висини од 201 m.

## Становништво
Према подацима из 2002. године у насељу је живело 716 становника, од којих су сви румунске националности.